# Karabin FAC-70
Foote Automatic Carbine – 1970 (FAC-70) – amerykański karabin szturmowy kalibru 5,56 mm skonstruowany w latach 70. XX wieku przez J.P. Foote’a. Była to broń samoczynno-samopowtarzalna działająca na zasadzie odprowadzania gazów prochowych z przewodu lufy, z kolbą stałą, wykonana z tworzywa sztucznego lub drewna.